# Montabot
Montabot is een gemeente in het Franse departement Manche (regio Normandië) en telt 272 inwoners (1999). De plaats maakt deel uit van het arrondissement Saint-Lô.

## Geografie
De oppervlakte van Montabot bedraagt 11,6 km², de bevolkingsdichtheid is 23,4 inwoners per km².
De onderstaande kaart toont de ligging van Montabot met de belangrijkste infrastructuur en aangrenzende gemeenten.

## Demografie
Onderstaande figuur toont het verloop van het inwonertal (bron: INSEE-tellingen).

1. ↑  Populations de référence 2022.